# Eulasia
Eulasia är ett släkte av skalbaggar. Eulasia ingår i familjen Glaphyridae.

## Bildgalleri

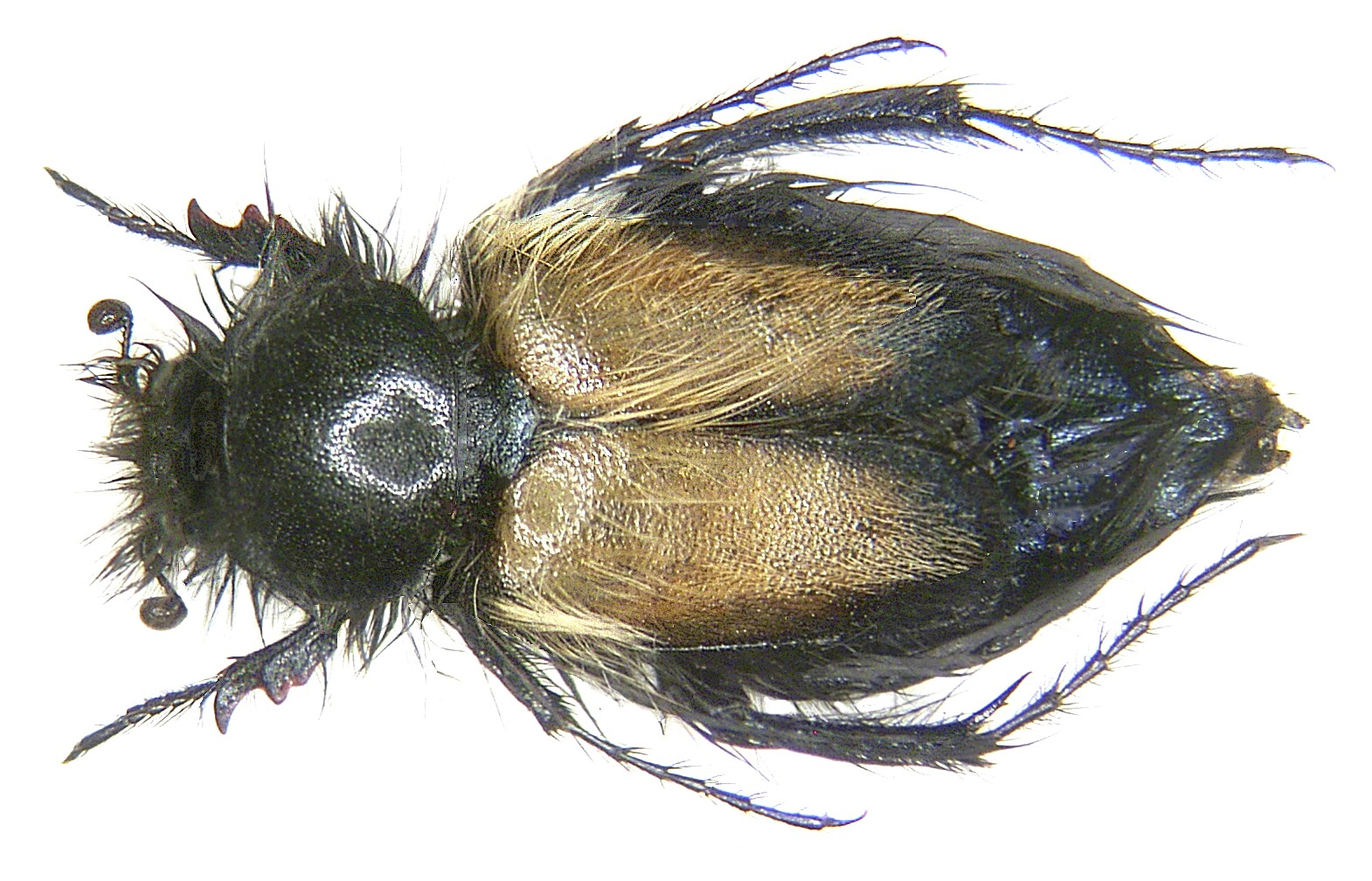
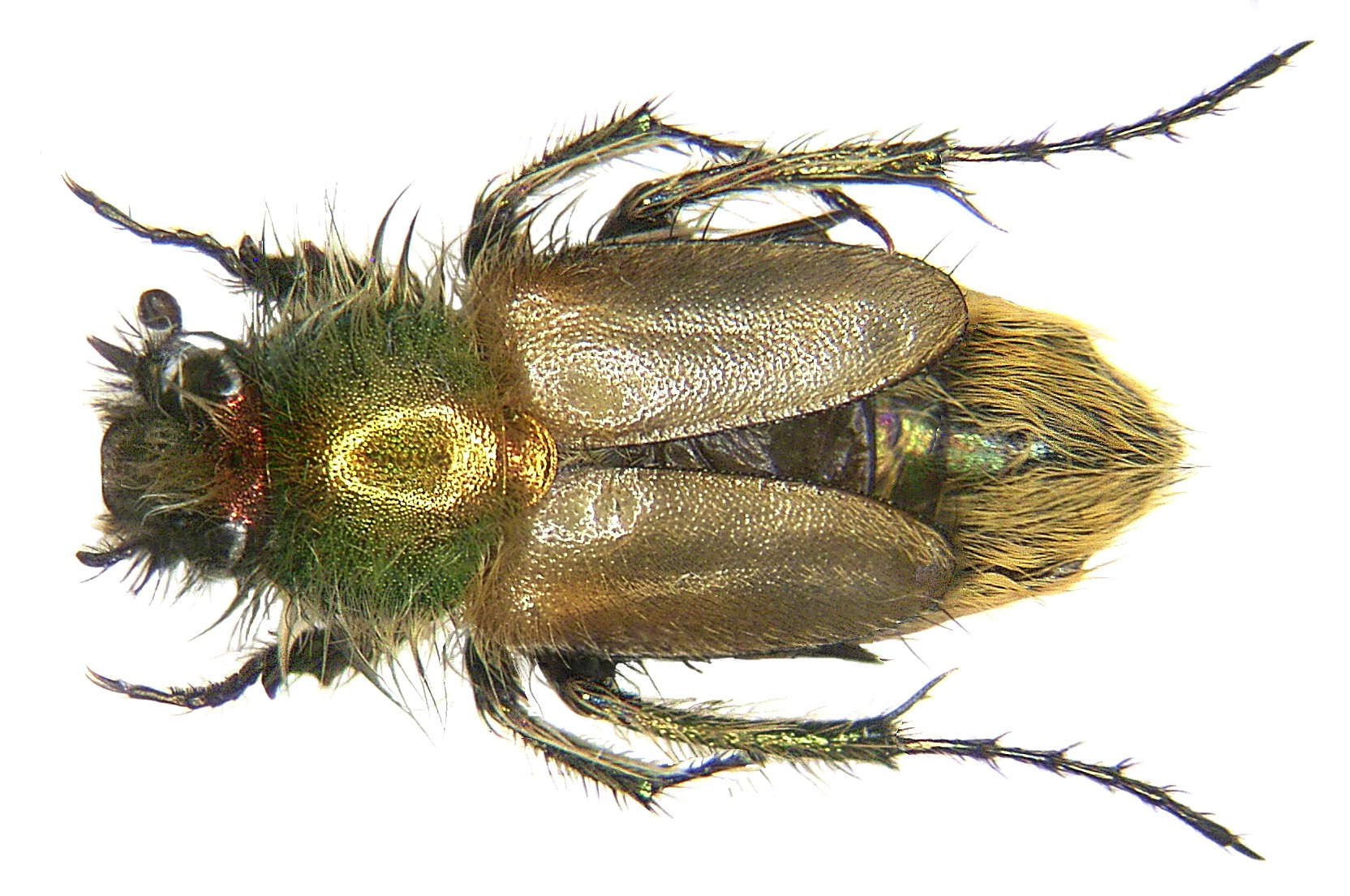
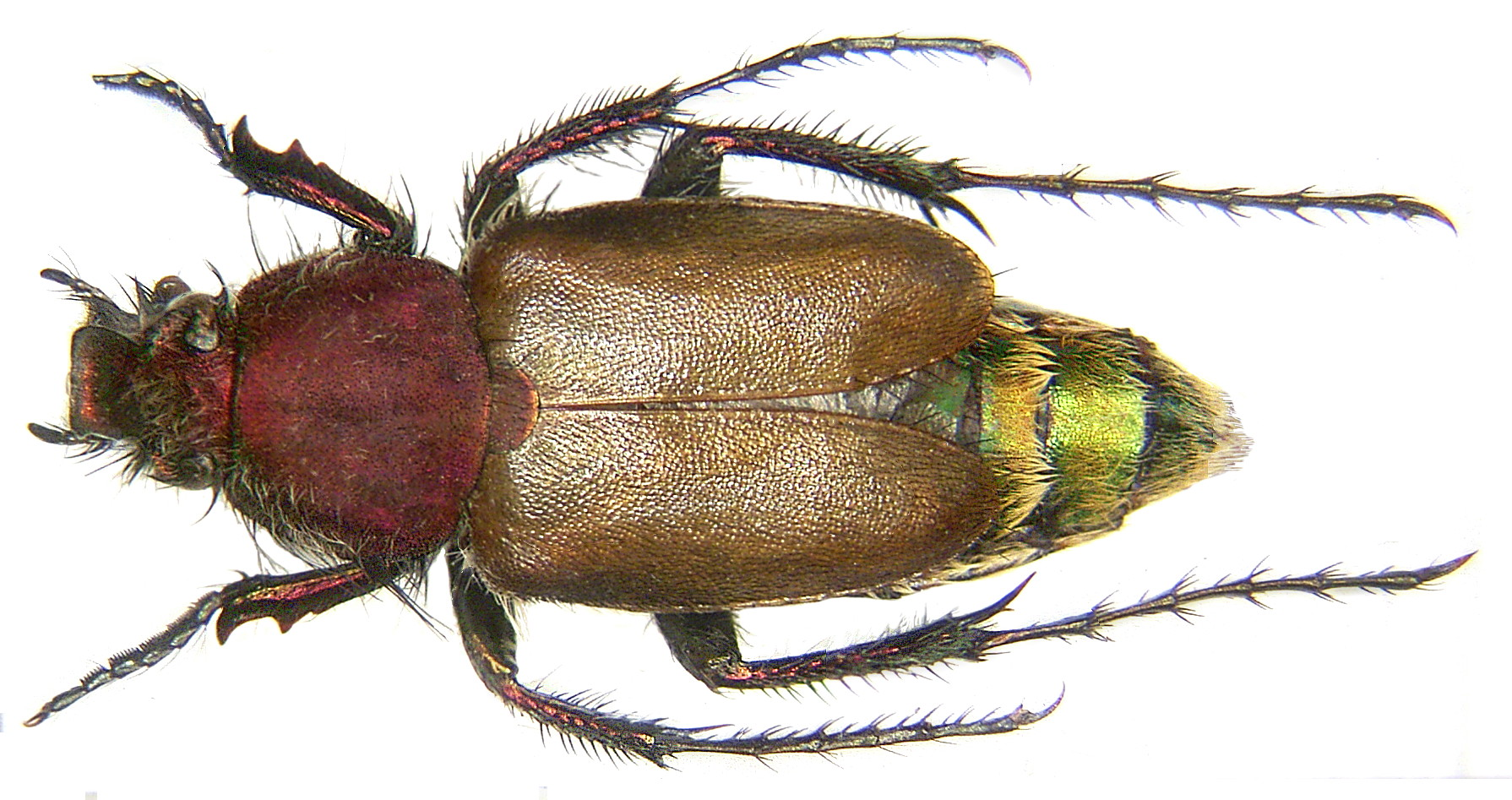
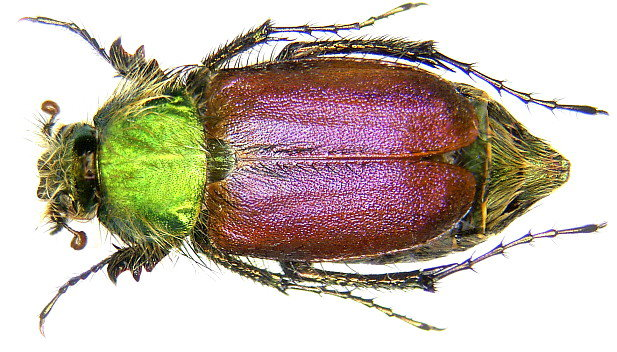
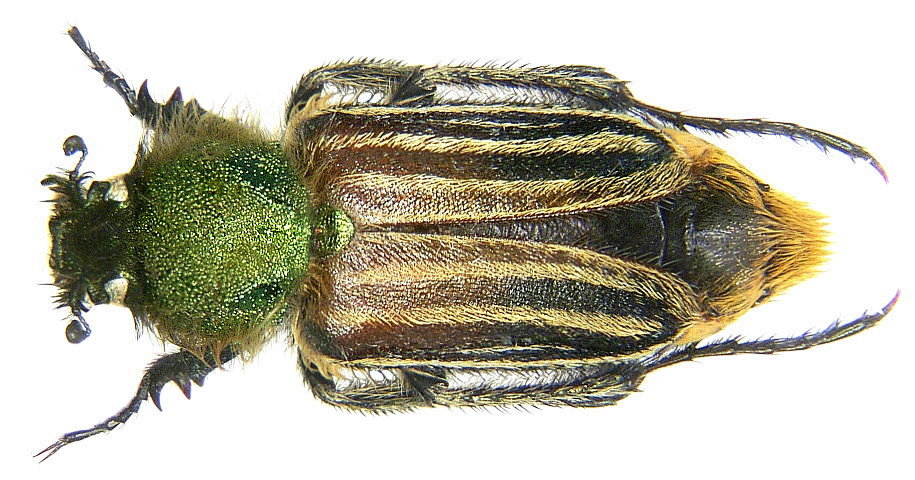
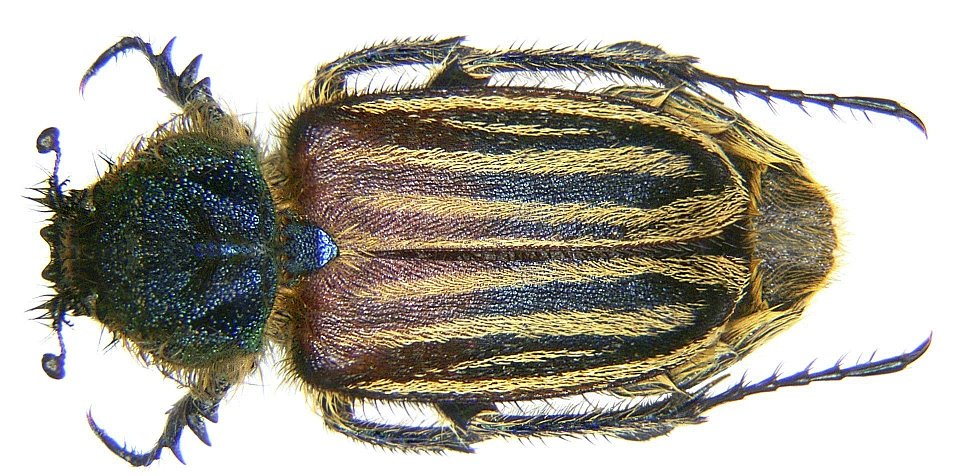

## Dottertaxa tillEulasia, i alfabetisk ordning[1]
- Eulasia aegyptica
- Eulasia analis
- Eulasia anemurensis
- Eulasia arctos
- Eulasia aurantiaca
- Eulasia azarbaijanica
- Eulasia baumanni
- Eulasia bicolor
- Eulasia bodemeyeri
- Eulasia bombyliformis
- Eulasia bombylius
- Eulasia carinata
- Eulasia chalybaea
- Eulasia chrysopyga
- Eulasia corniculata
- Eulasia cornifrons
- Eulasia diadema
- Eulasia dilutipennis
- Eulasia eiselti
- Eulasia ernae
- Eulasia fastuosa
- Eulasia genei
- Eulasia goudoti
- Eulasia harmonia
- Eulasia hybrida
- Eulasia hyrax
- Eulasia jordanica
- Eulasia korbi
- Eulasia kordestana
- Eulasia kuschakewitschi
- Eulasia montana
- Eulasia naviauxi
- Eulasia nitidicollis
- Eulasia nitidinatis
- Eulasia palmyrensis
- Eulasia papaveris
- Eulasia pareyssei
- Eulasia persidis
- Eulasia pietschmanni
- Eulasia praeusta
- Eulasia pretiosa
- Eulasia pulchra
- Eulasia rapillyi
- Eulasia regeli
- Eulasia rittneri
- Eulasia saccai
- Eulasia speciosa
- Eulasia straussi
- Eulasia vittata
- Eulasia zaitzevi